# Palacio Estatal del Kremlin
Palacio Estatal del Kremlin es la denominación oficial desde 1992 del Palacio de los Congresos (en ruso: Государственный Кремлёвский дворец), construido en 1961 en el antiguo conjunto arquitectónico del Kremlin de Moscú.
Su arquitectura es sencilla y lacónica. La fachada plana de cristales pulidos separados entre sí por estrechos pilones triedros de mármol blanco ofrece a la vista un espacioso vestíbulo y anchas escaleras.
En el Palacio se celebraban los congresos del Partido Comunista, y desde 1970, las sesiones del Sóviet Supremo de la Unión Soviética. 
El Palacio de los Congresos es un edificio universal en el que se representaban, y todavía se representan a menudo, diversos espectáculos teatrales, así como espectáculos de opera y ballet con los artistas del Teatro Bolshói y grandes fiestas populares. La enorme sala de espectadores tiene capacidad para 6000 personas.
El equipo radio técnico especial, asegura la interpretación simultánea a 29 idiomas extranjeros. El escenario está dotado de un dispositivo de ascenso y descenso que permite realizar toda la clase de transformaciones.
En el vestíbulo principal se destaca el friso policromo, representando a los quince escudos de las antiguas repúblicas federales realizadas en mosaico, según el diseño del pintor Aleksandr Deineka.
El Palacio tiene más de 800 locales distintos: salas, vestíbulos, pasillos, guardarropas, salas para el cuerpo diplomático y la prensa, salas de ensayos, camarines, locales técnicos y de servicio. Sobre la sala de espectáculos se encuentran ambigús para 2500 personas. Desde la terraza que rodea la sala, presenta una bella vista del Kremlin y de las calles moscovitas.
El Palacio de los Congresos fue levantado en 16 meses, un tiempo récord. Sus arquitectos y constructores fueron galardonados con el Premio Lenin.